# موسى إي. لويس
موسى إي. لويس (بالإنجليزية: Moses E. Lewis)‏ هو سياسي أمريكي، ولد في 26 يوليو 1854 في كال فالي في الولايات المتحدة، وتوفي في 13 مارس 1951 في باسادينا في الولايات المتحدة. حزبياً، نشط في الحزب الجمهوري.